# Бебяево
Бебя́ево — деревня в Арзамасском районе Нижегородской области, административный центр Бебяевского сельсовета.
Деревня располагается на левом берегу реки Тёши.

## Население
| 1999 | 2002  | 2010  |
| ---- | ----- | ----- |
| 1684 | ↘1595 | ↘1585 |

## Бебяево сегодня
При «Пешеланском гипсовом заводе» действуют несколько туристических объектов, в том числе в самой деревне находятся «Музей горного дела, геологии и спелеологии» (8 залов общей площадью 3000 м², расположенные в действующей шахте на глубине 70 метров), экспозиция «Рудный двор», посвящённая зарождению горных пород и развитию горнодобывающей промышленности, «Парк Юрского периода» с фигурами динозавров в натуральную величину и зоопарк «Сафари».

Завод StoraEnso в Бебяево

В деревне расположено отделение Почты России (индекс 607264).

## Железнодорожный транспорт
Узкоколейная железная дорога Пешеланского гипсового завода «Декор-1».